# گذر (فیلم)
گذر (انگلیسی: Passing) یک فیلم درام سیاه‌وسفید ساخته ربکا هال محصول ۲۰۲۱ است که بر اساس رمانی با همین نام نوشته شده توسط نلا لارسن در سال ۱۹۲۹ ساخته شده‌است. تسا تامپسون، روث نگا اندره هلند، بیل کمپ و بنگا آکینابه از بازیگران این فیلم هستند.